# Cocculus orbiculatus
Cocculus orbiculatus är en tvåhjärtbladig växtart som först beskrevs av Carl von Linné och som fick sitt nu gällande namn av Augustin Pyrame de Candolle.
Cocculus orbiculatus ingår i släktet Cocculus och familjen Menispermaceae. Utöver nominatformen finns också underarten Cocculus orbiculatus mollis.

## Bildgalleri

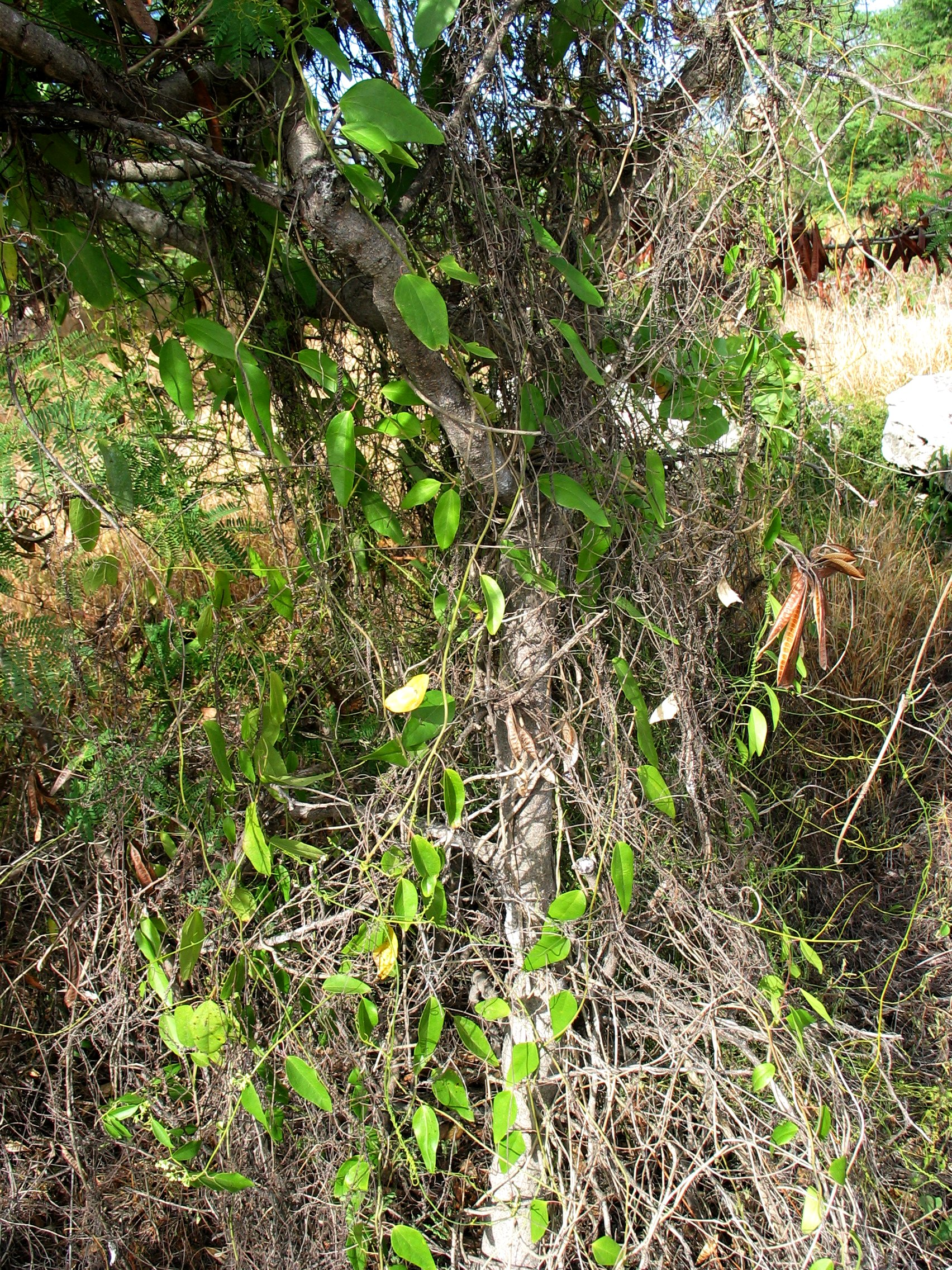
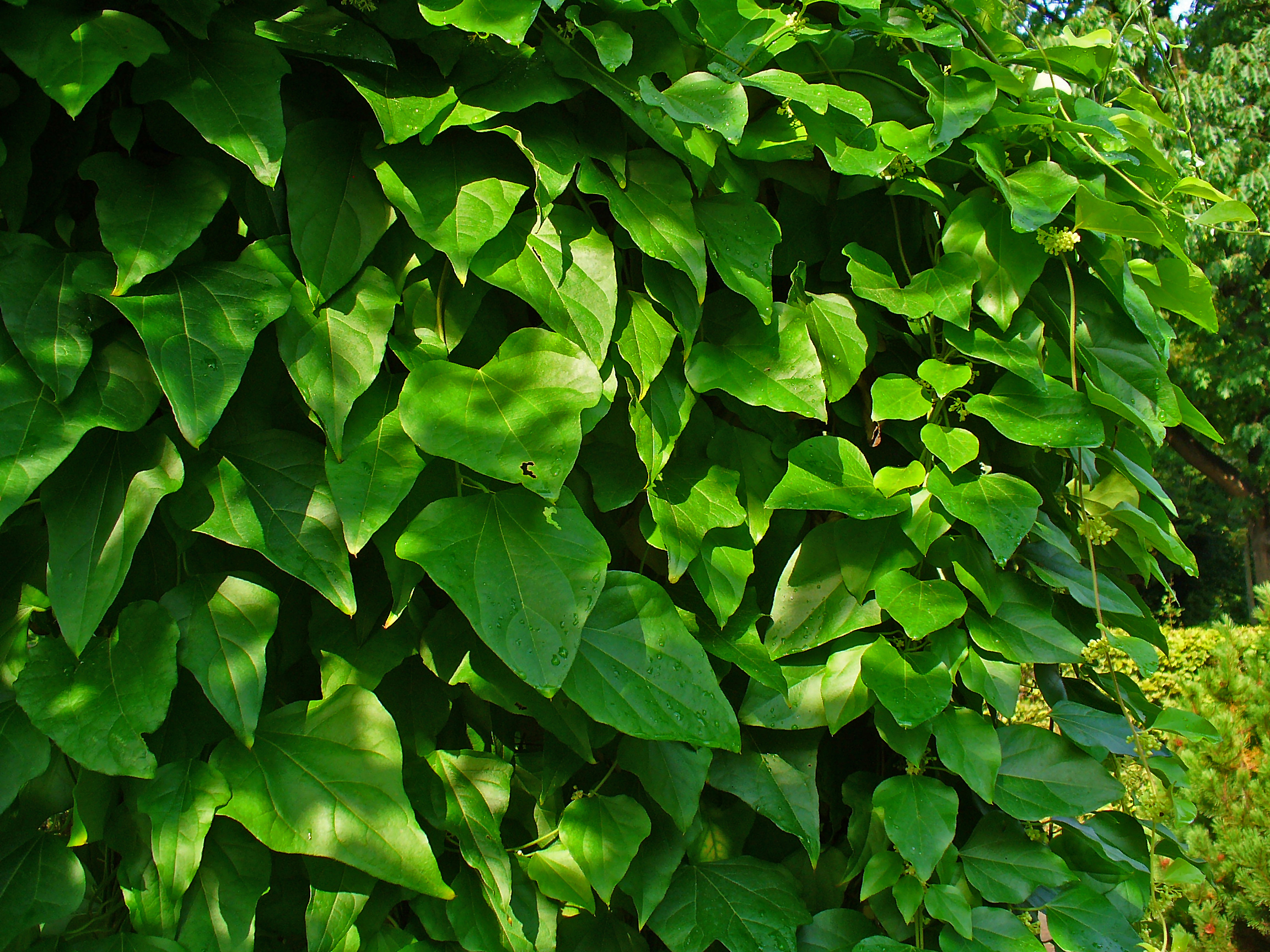
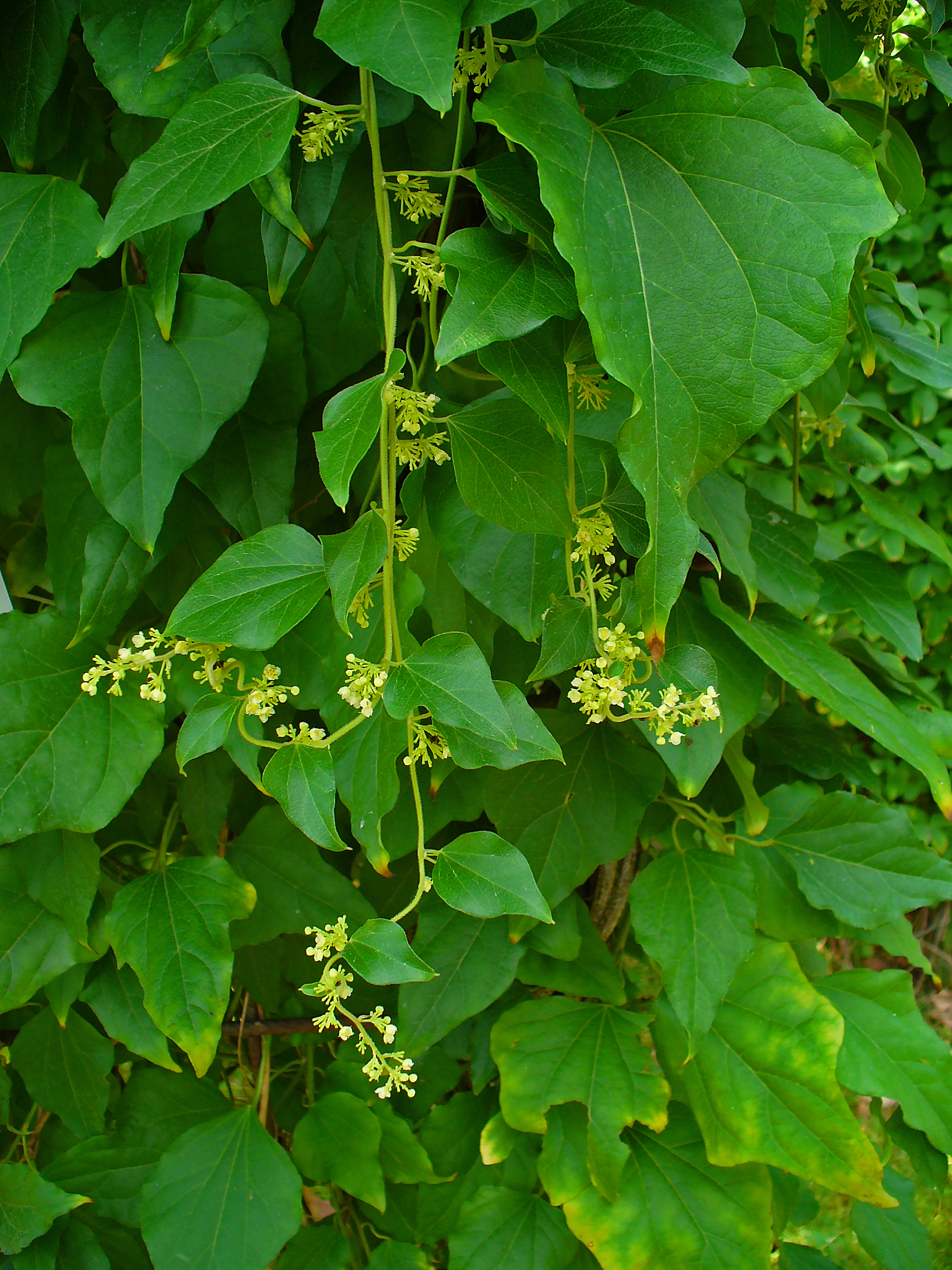
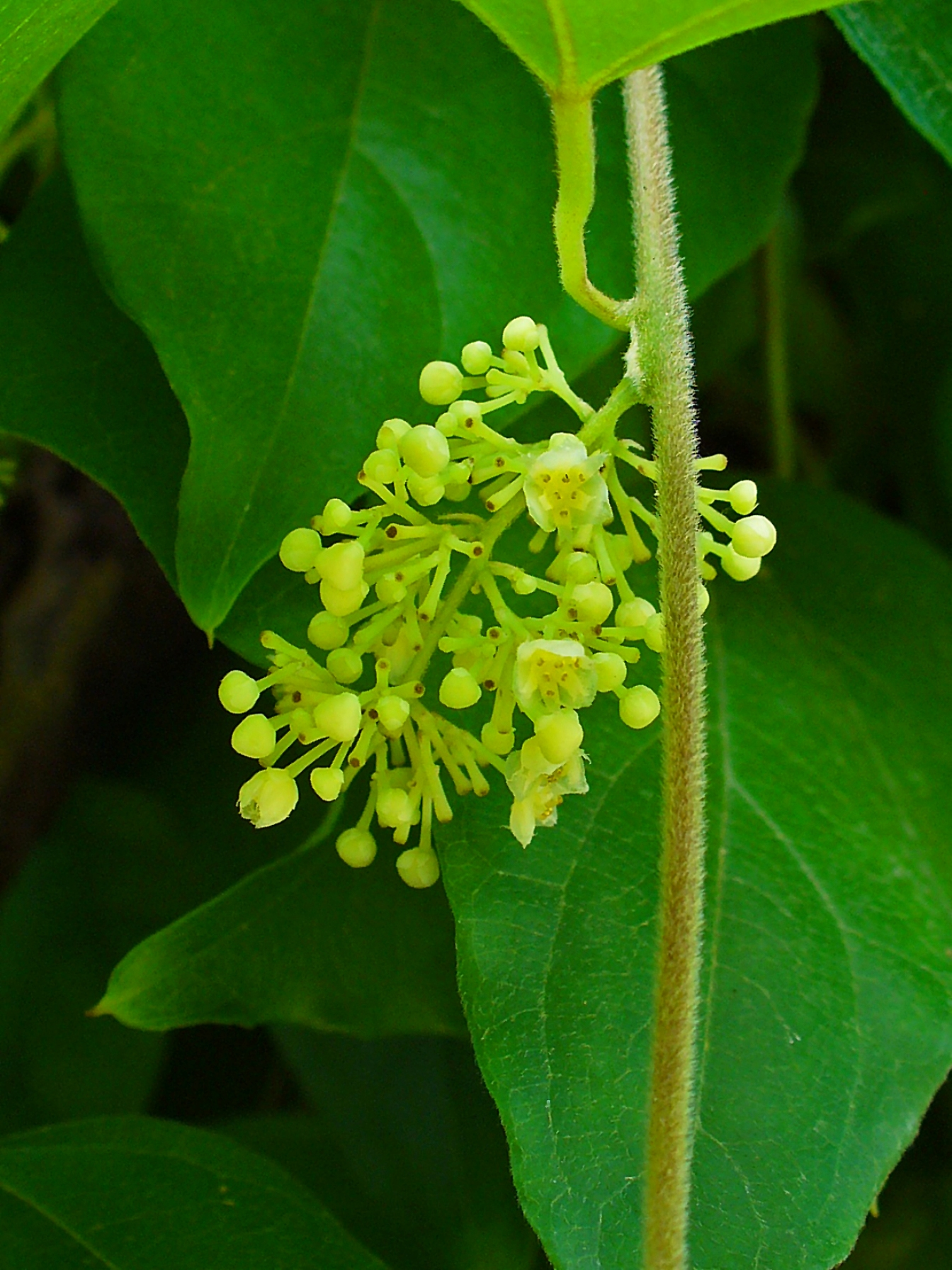